# グレイテスト・ヒッツ (フリートウッド・マックのアルバム)
グレイテスト・ヒッツ(Greatest Hits)は、1988年にリリースされたフリートウッド・マックのベスト盤アルバムである。このアルバムはバンドが非常に大きな商業的成功を収めた時期、1970年代中盤から1980年代後半の曲を収録している。
1971年に発表されたピーター・グリーン時代の同じ題名のアルバム、「Fleetwood Mac Greatest Hits」と混同してはいけない。2つのアルバムは全く収録曲が違う。
大半のレコード・コレクターはこのアルバムがメジャーレーベルから商業的に発売した8トラックテープとしては最後のものであると見なしている。
このアルバムは発売後から大きな成功を収めたと証明された。アメリカのチャートにおいて最高14位までしか上がらずとも、着実に売れ続け、現在までに800万枚以上売り上げている。イギリスにおいては発売後3位になり、その後も数回イギリスのアルバムチャートに戻ってきている。最近では2006年10月である。（24位に再登場した。）
アルバムは2つの新曲を収録している。「ユー・フォロー(As Long As You Follow)」（アルバムの宣伝のためシングルとして発売されていた）と「ノー・クェスチョンズ(No Questions Asked)」である。アメリカの曲順は他の地域とは微妙に異なっている。アメリカ版では1975年の曲「オーヴァー・マイ・ヘッド(Over My Head)」が入っているが、1987年の曲「セブン・ワンダーズ(Seven Wonders)」（アメリカにおいてトップ20に上がるヒットになっている）と「オー・ダイアン(Oh Diane)」（シングルとしては発売されたことは一度もない）の2曲が外されている。

## 曲順

### アメリカ版
1. リアノン - Rhiannon (Nicks) - 4:11
2. ドント・ストップ - Don't Stop (McVie) - 3:12
3. オウン・ウェイ - Go Your Own Way (Buckingham) - 3:38
4. ホールド・ミー - Hold Me (McVie, Patton) - 3:45
5. エヴリホエア - Everywhere (McVie) - 3:42
6. 愛のジプシー - Gypsy (Nicks) - 4:24
7. ユー・メイク・ラヴィング・ファン - You Make Loving Fun (McVie) - 3:31
8. ユー・フォロー - As Long As You Follow (McVie) - 4:10*
9. ドリームス - Dreams (Nicks) - 4:14
10. セイ・ユー・ラヴ・ミー - Say You Love Me (McVie) - 4:10
11. タスク - Tusk (Buckingham) - 3:30
12. リトル・ライズ - Little Lies (McVie, Quintela) - 3:38
13. セーラ - Sara (Nicks) - 6:22
14. ビッグ・ラヴ - Big Love (Buckingham) - 3:38
15. オーヴァー・マイ・ヘッド - Over My Head (McVie) – 3:34
16. ノー・クェスチョンズ - No Questions Asked (Nicks) - 4:40*

### ヨーロッパ・オーストラリア・日本版
1. リアノン - Rhiannon (Nicks) - 4:11
2. オウン・ウェイ - Go Your Own Way (Buckingham) - 3:38
3. ドント・ストップ - Don't Stop (McVie) - 3:12
4. 愛のジプシー - Gypsy (Nicks) - 4:24
5. エヴリホエア - Everywhere (McVie) - 3:42
6. ユー・メイク・ラヴィング・ファン - You Make Loving Fun (McVie) - 3:31
7. ビッグ・ラヴ - Big Love (Buckingham) - 3:38
8. ユー・フォロー - As Long As You Follow (McVie) - 4:10*
9. セイ・ユー・ラヴ・ミー - Say You Love Me (McVie) - 4:10
10. ドリームス - Dreams (Nicks) - 4:14
11. リトル・ライズ - Little Lies (McVie, Quintela) - 3:38
12. オー・ダイアン - Oh Diane (Buckingham, Dashut) - 2:33
13. セーラ - Sara (Nicks) - 6:22
14. タスク - Tusk (Buckingham) - 3:30
15. セブン・ワンダーズ - Seven Wonders (Stewart, Nicks) 3:38
16. ホールド・ミー - Hold Me (McVie, Patton) - 3:45
17. ノー・クェスチョンズ - No Questions Asked (Nicks) - 4:40*

(*印が付いている曲はこのアルバムのために新たにレコーディングされた曲)

## ゴールド等認定
| 国             | 認定          | 売り上げ  |
| -------------- | ------------- | --------- |
| オーストラリア | 9x プラチナム | 630,000   |
| ドイツ         | プラチナム    | 500,000   |
| イギリス       | 3x プラチナム | 900,000   |
| アメリカ       | 8x プラチナム | 8,000,000 |